# Сказка про дурака Володю
«Сказка про дурака Володю» — российский короткометражный рисованный мультфильм 1995 года, снятый по мотивам сказки Сергея Седова «Дурак Володя» из цикла «Сказки про дураков» (1993). Первый из двух сюжетов мультипликационного альманаха «Весёлая карусель» № 29.

## Сюжет
Парень с российского двора Володя носил прозвище «дурак», потому что делал всякие глупости. И вот однажды полез он на дерево. Все ему кричали, что он упадёт. Но Володя залезал все выше — ему уже кричали издалека, даже рыбы и птицы. И даже космонавт. Но когда Володе крикнули генеральный секретарь Организации Объединённых Наций и его дочка, Володя упал и, приземлившись рядом с дочкой секретаря, с первого взгляда влюбился в неё и сразу сделал ей предложение выйти за него замуж.
Чувства оказались взаимны. Но красавица сказала со слезами, что не сможет выйти за Володю замуж, потому что её должен съесть Змей Горыныч, в противном случае он сожжёт всю Землю. И даже ООН в этой ситуации бессильна. И Володя на костыле решил спасти свою девушку. Пришёл он к Змею Горынычу, но тот дико засмеялся: ему показалось смешным имя поединщика и его оружие — костыль. Три дня Змей Горыныч смеялся, пока не сдулся. Сдувшись, он стал очень маленьким, и Володя его себе вместо собаки забрал. Спустя некоторое время Володя и дочка секретаря ООН поженились и уплыли на корабле на медовый месяц.

## Съёмочная группа
- Автор сценария: Сергей Седов при участии Галины Мелько
- Режиссёр и художник-постановщик: Галина Мелько
- Аниматоры: Эльвира Маслова, Наталия Богомолова, Дмитрий Куликов
- Композитор: А. Стоянова
- Роли озвучивали:
  - Всеволод Ларионов — текст от автора
  - Светлана Харлап — Володя
  - Мария Виноградова — дочь генерального секретаря ООН
  - Александр Леньков — Змей Горыныч / генеральный секретарь ООН

## Фестивали и награды
- 1996 — ОРФАК в Тарусе — приз за сценарий Сергею Седову[1].